# Johann Conrad Buchau
Johann Conrad Buchau, auch Hans Conrad Buchau (* vor 1682 in Dresden; † nach 1703 in Görlitz) war ein deutscher Architekt und Bildhauer.

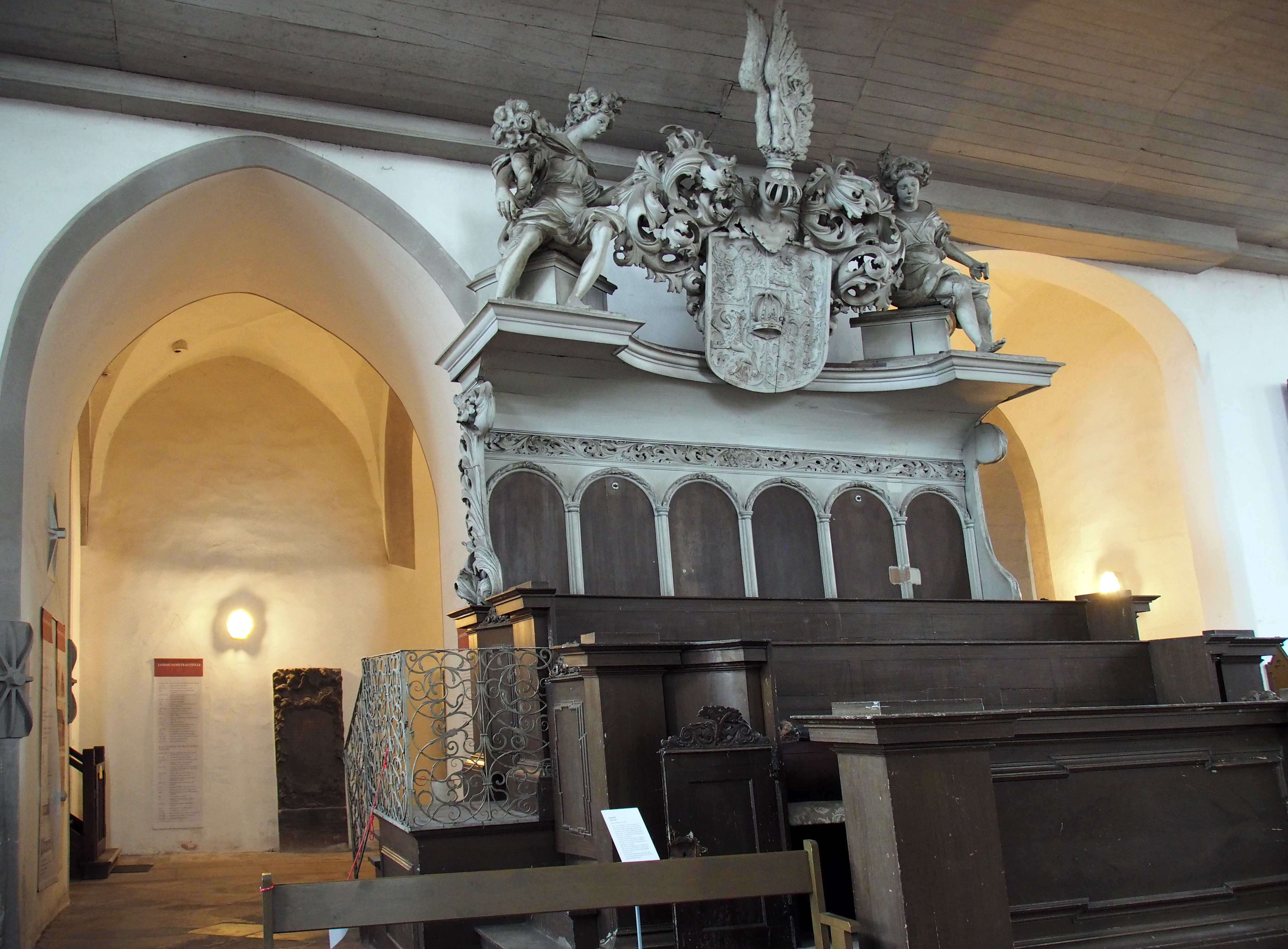
Ratsgestühl (1694–1695) der Pfarrkirche St. Peter und Paul Görlitz

## Leben
Johann Conrad Buchau war ein Vetter von Abraham Conrad Buchau. Er erhielt eine Ausbildung in der Familienbildhauerei in Dresden, wo er anschließend als Mitarbeiter tätig war. Um 1680 zog er nach Görlitz um. Am 8. Oktober 1689 verlieh ihm die Stadt Görlitz ihr Bürgerrecht. Im Schloss Stolberg im Harz war er als Architekt tätig. Buchau schuf dort das Treppenhaus und legte die künstlerische Linie und die Ausstattung mit Skulpturen genau fest. Weitere Werke hinterließ er in Görlitz, Kohlfurt und Naumburg am Queis.

## Werke (Auswahl)

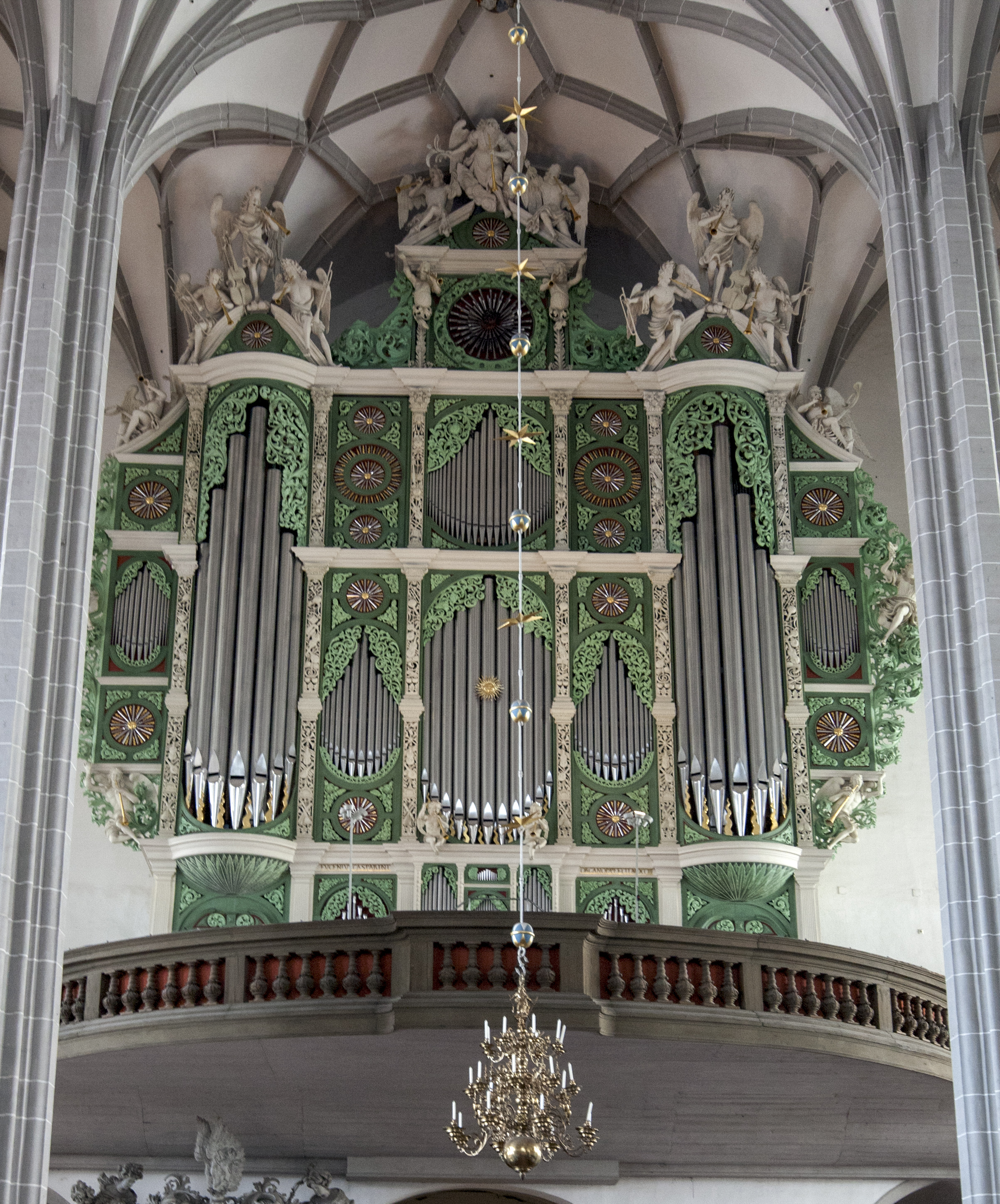
Prospekt der „Sonnenorgel“ in der Görlitzer Pfarrkirche St. Peter und Paul (1703)

- 1692: Altar in der Kirche von Kohlfurt (poln. Węgliniec)
- 1692–1694 Altar für die Kirche in Naumburg am Queis (poln. Nowogrodziec)
- 1694: Beichtstühle für die Pfarrkirche St. Peter und Paul in Görlitz
- 1694–1695: Ratsgestühl für die Pfarrkirche St. Peter und Paul in Görlitz
- 1703: Sonnenorgel, Orgelprospekt in der Pfarrkirche St. Peter und Paul in Görlitz
- Schlosskapelle in Stolberg/Harz: Figuren Johannes und Moses, Engel mit dem aus Kupfer getriebenen Spruchband und „Jehova“, Wolkenkranz mit der Inschrift Jahwe